# Elaeocarpus grandiflorus
Elaeocarpus grandiflorus är en tvåhjärtbladig växtart som beskrevs av J. E. Smith. Elaeocarpus grandiflorus ingår i släktet Elaeocarpus och familjen Elaeocarpaceae. Inga underarter finns listade i Catalogue of Life.